# Naturforschende Gesellschaft Uri
Im Kanton Uri besteht die Naturforschende Gesellschaft Uri. Sie gehört der Akademie der Naturwissenschaften Schweiz (SCNAT) an.

## Geschichte
Die Naturforschende Gesellschaft Uri (NGU) wurde im Jahr 1911 als Sektion der bereits seit 1815 bestehenden Schweizerischen Naturforschenden Gesellschaft (SNG) gegründet.
Tagungspräsident der Gründungsversammlung war der Rektor des Kollegiums Karl Borromäus (heute Kantonale Mittelschule Uri), Pater Bonifatius Huber. Weitere 19 an der Natur interessierte Personen traten der Gesellschaft sofort als Mitglieder bei.
Bereits ein Jahr später wurde vom 8. bis 11. September 1912 die 95. Jahresversammlung der Schweizerischen Naturforschenden Gesellschaft in Altdorf organisiert. Nach der Eröffnungsrede des Jahrespräsidenten, Pater Huber, stellte Pater Thomas Bader die Urner Naturforscher vor.
Die NGU durfte in der Folge auch 1933 und 1954 die Jahresversammlung der Schweizerischen Naturforschenden Gesellschaft durchführen. Zu diesen Anlässen wurden von der NGU besonders umfangreiche Schriften herausgegeben: So erschien 1954 das 7. Heft der Berichte der Naturforschenden Gesellschaft Uri mit Artikeln und einer Karte über die Geologie des Urner Reusstals.
Im Jahre 1997 konnte die 4. Nationale Tagung zur Alpenforschung in der Kantonalen Mittelschule Uri durchgeführt werden. Viele Wissenschaftler aus den Alpenländern stellten dabei ihre Forschungen vor.
Ab 2007 arbeitete eine Autorengruppe an der Veröffentlichung einer «Geologie des Kantons Uri», die 2011 rechtzeitig zum 100-jährigen Jubiläum der NGU als «Bericht 24» erschienen ist. Die Vernissage fand am 8. Juni 2011 im Historischen Museum Uri statt.
Ein weiterer Höhepunkt des Jubiläumsjahres 2011 war die Sonderausstellung «300 Jahre Naturforschung in Uri – 100 Jahre Naturforschende Gesellschaft Uri» im Historischen Museum Uri in Altdorf. Sie war in Zusammenarbeit mit dem Historischen Verein Uri entstanden und wurde vom 11. Mai bis 3. Juli und vom 13. August bis 16. Oktober 2011 präsentiert.
Die Veröffentlichung eines Buches mit dem Titel «Das Urner Reussdelta» fiel ebenso ins Jubiläumsjahr und erschien als «Bericht 25». Das Buch wurde von der «Arbeitsgruppe Reussmündung» herausgegeben und ist das Resultat einer Zusammenarbeit der NGU mit Pro Natura und dem Urner Fischereiverein. Es enthält einen Rückblick auf 25 Jahre wiederhergestelltes Reussdelta. Das Buch kann als PDF heruntergeladen werden.
Am 1. Juli 2018 wurde auf dem Urnerboden ein GEO-Tag der Natur durchgeführt. Dieser Grossanlass wurde von der NGU zusammen mit der Naturforschenden Gesellschaft Luzern, der Pro Natura Uri, dem WWF Uri sowie dem Amt für Raumentwicklung des Kantons Uri organisiert. Rund 60 Experten suchten an diesem Tag möglichst viele Tier- und Pflanzenarten. Die Bevölkerung wurde vor Ort über die Vielfalt, den Artenschutz und die Wissenschaft orientiert. Eine Jungforscher Feldwerkstatt für Kinder rundete das Angebot ab.
Der Mitgliederbestand der NGU wuchs von 1975 bis 2020 von 65 auf 220 Mitglieder an.
Einmalig in der Urner Vereinslandschaft ist die Treue, welche die Präsidenten der Gesellschaft halten. Von 1911 bis 1966 standen der Gesellschaft nur zwei Präsidenten vor: Bonifatius Huber und Max Oechslin. Sie verfassten während ihrer Präsidialzeit auch den Grossteil aller Vorträge und Mitteilungen. Auch Walter Brücker war während zwanzig Jahren Präsident der NGU.
| Präsidenten der NGU |                                                               |
| \| 1911–1935 \| Bonifatius Huber, Professor am Kollegium Karl Borromäus \| \| 1936–1966 \| Max Oechslin, Forstmeister \| \| 1967–1971 \| Franz Xaver Aschwanden, Professor am Kollegium Karl Borromäus \| \| 1972–1979 \| Georg Gerig, Forstmeister \| \| 1980–1994 \| Karl Oechslin, Forstmeister \| \| 1995–2014 \| Walter Brücker, Biologe, Sekundarlehrer \| \| Ab 2015 \| Peter Spillmann, Geologe \| |                                                               |
| 1911–1935 | Bonifatius Huber, Professor am Kollegium Karl Borromäus       |
| 1936–1966 | Max Oechslin, Forstmeister                                    |
| 1967–1971 | Franz Xaver Aschwanden, Professor am Kollegium Karl Borromäus |
| 1972–1979 | Georg Gerig, Forstmeister                                     |
| 1980–1994 | Karl Oechslin, Forstmeister                                   |
| 1995–2014 | Walter Brücker, Biologe, Sekundarlehrer                       |
| Ab 2015 | Peter Spillmann, Geologe                                      |

## Aktivitäten und Angebote
Seit ihrer Gründung gab die Naturforschende Gesellschaft Uri Tätigkeits- und Sitzungsberichte zu naturwissenschaftlichen Themen heraus.
Der Schutz der Landschaft und einzelner Gebiete war ein wichtiges und immer wiederkehrendes Thema. Am 5. September 1977 konnte zusammen mit dem Urner Naturschutzbund (heute Pro Natura Uri), mit dem Kanton Uri und der Korporation Uri ein für 50 Jahre unkündbarer Vertrag zum Schutz der Schützenrüti rechts der Reuss am Urnersee abgeschlossen werden.
Seit 1998 werden in Altdorf durch Mitglieder der NGU auch die phänologischen Aufzeichnungen für MeteoSchweiz gemacht. Dabei werden bei Bäumen und Sträuchern, Obstbäumen und einigen krautigen Pflanzen Blattaustrieb, Blühtermin, Zeitpunkt der Herbstfärbung sowie des Blattfalls erfasst und über mehrere Jahre verglichen. Im Jahresbericht der NGU wird zudem über die Gletscherbewegungen orientiert, die das Forstamt erfasst.
Seit ihren Anfängen führt die Naturforschende Gesellschaft Uri in Zusammenarbeit mit anderen Organisationen alljährlich mehrere Vorträge und Exkursionen durch. Diese stehen der interessierten Bevölkerung offen und die Teilnahme ist gratis. Naturinteressierte aus allen Berufs- und Gesellschaftskreisen besuchen jeweils die Veranstaltungen.
Für ihre herausragenden Leistungen im Bereich Natur und Umwelt als Bindeglied zwischen Forschung, Entwicklung und der Bevölkerung erhielt die Naturforschende Gesellschaft Uri 2020 den Anerkennungspreis der Dätwyler Stiftung. Im Jahr 2021 folgte der Umweltpreis der Albert Koechlin Stiftung, der zu gleichen Teilen an die Naturforschenden Gesellschaften in Obwalden und Nidwalden, in Schwyz, in Uri und Luzern vergeben wurde.

## Gruppe Botanik
1987 wurde die «Floristische Kommission» der NGU gegründet. Ihre Ziele sind das Erfassen der Urner Flora, der Aufbau eines Herbars des Kantons Uri, die Veröffentlichung einer «Urner Flora» und das Durchführen von Exkursionen.
1997 erhielt die «Floristische Kommission» den zweiten Umweltpreis des Kantons Uri für ihre Arbeiten zur Erhaltung der Flora und die Öffentlichkeitsarbeit mit Exkursionen und Bestimmungsübungen. 2006 wurde die «Gruppe Botanik», wie sich die Floristische Kommission heute nennt, mit dem Förderpreis der Albert-Köchlin-Stiftung ausgezeichnet und 2012 folgte der Anerkennungspreis der Urner Kantonalbank (UKB).
Seit vielen Jahren gehört die Aufarbeitung des umfangreichen Herbariums des Urner Naturforschers Anton Gisler zu den Aktivitäten der «Gruppe Botanik» während des Winterhalbjahres.
Anton Gisler (1820–1888) war einer der grössten Botaniker des Kantons Uri. Er hinterliess mehrere tausend Belege von Algen und Pilzen, Moosen, Flechten und Blütenpflanzen.
Die im Herbarium Gisler vorhandenen Belege werden teilweise von der «Gruppe Botanik» und teilweise von Spezialisten aufgearbeitet. Sie werden fotografiert, die Daten erfasst, kontrolliert und in einer Tabelle aufgelistet. Die Ergebnisse werden laufend im Internet unter www.flora-uri.ch zugänglich gemacht. Die verarbeiteten Belege werden im Staatsarchiv Uri aufbewahrt.
Die «Gruppe Botanik» führt die Herbararbeiten und Exkursionen weiter. In der Urner Presse erscheinen regelmässig Artikel über die Urner Pflanzenwelt.

## Gruppe Fauna
2014 wurde die «Gruppe Fauna» gegründet. Bei ihr steht das Sammeln und Bündeln des Wissens über die Urner Tierwelt im Vordergrund. Dazu gehört auch das Sichten historischer Quellen im Staatsarchiv Uri, wie beispielsweise einer „Zoologia des Urnerlandes“ des Altdorfer Arztes und Naturforschers Karl Franz Lusser aus dem Jahr 1834. Unter Einbezug lokaler Kenner wird aktuell eine zoologische Datenbank aufgebaut und im Internet unter www.fauna-uri.ch zugänglich gemacht. Dies geschieht in Zusammenarbeit mit dem Schweizerischen Zentrum für die Kartografie der Fauna (SZKF/CSCF) und mit weiteren faunistischen Kompetenzzentren.
Ein weiteres Ziel der «Gruppe Fauna» ist der Kontakt mit der interessierten Bevölkerung. Dabei wird die Veröffentlichung von zugestellten Tierfotos in der Galerie der Fauna-Website angeboten. In der Urner Presse werden regelmässig Artikel über die Urner Tierwelt veröffentlicht. Naturwissenschaftliche Arbeiten von Maturanden werden beratend begleitet und deren Publikationen allenfalls auch finanziell unterstützt. Jungforscherwerkstätten ermöglichen sporadisch auch Naturerlebnisse für Kinder und Jugendliche.

## Publikationen
Die Berichte der Naturforschenden Gesellschaft Uri erscheinen unregelmässig in Heft- oder Buchform.
|     |           | Berichte der Naturforschenden Gesellschaft Uri |  |
| Nr. | Jahr      | Autor. Titel |  |
| 1   | 1911–1926 | Oechslin Max. Tätigkeitsberichte; Mitgliederliste; Sitzungsberichte; Stand der urnerischen Gletscher; Einfluss der Melioration auf die natürliche Vegetation der Reussebene; Jahresberichte der Naturschutzkommission des Kantons Uri. Gamma, Altdorf |  |
| 2   | 1927–1932 | Oechslin Max. Sitzungsberichte; Stand der urnerischen Gletscher; Jahresberichte der Naturschutzkommission des Kantons Uri. Gamma, Altdorf |  |
| 3   | 1932–1933 | Oechslin Max. Sitzungsberichte; Verzeichnis der Referenten und Referate seit 1911. S. 1–36. Lüthy A. Einige Mitteilungen aus der Praxis der elektrischen Isolationstechnik. S. 37–43. Huber Bonifatius. Luftelektrische Beobachtungen in Altdorf (Schweiz, Föhntal). S. 44–58. Oechslin Max. Die Verbreitung der Waldbäume in den Kantonen Tessin und Uri. S. 59–64. Oechslin Max. Die Mauerflora von Altdorf. S. 65–72. Oechslin Max. Der grosse Felssturz vom 12. Januar 1932 ob der Axenstrasse in Sisikon. S. 73–78. Gamma, Altdorf. |  |
| 4   | 1933–1935 | Oechslin Max. Sitzungsberichte; Schnee und Lawinen, S. 8–18. Frey-Wyssling A. Postglaziale Waldgeschichte der Urner Reusstäler. S. 23–27. Oechslin Max. Beitrag zur Kenntnis der pflanzlichen Besiedelung der durch Gletscher freigegebenen Grundmoränenböden. Gebiet des Griessgletschers, Klausen, Kanton Uri. S. 27–48. Gamma, Altdorf. |  |
| 5   | 1935–1937 | Oechslin Max. Sitzungsberichte. Die Tschechoslowakei. S. 10–23. Der Felsabsturz auf der Westflanke der Kleinen Windgälle. S. 24–32. Zuberbühler Hans. Chemische Schmerzlinderungsmittel. S. 33–43. Oechslin Max. Klimatische Notizen für Altdorf und das Urner Reusstal. S. 44–52. Krupski Anton und Felix Almasy. Einwirkung des Höhenklimas auf Mensch und Tier. S. 53–56. Oechslin Max. Der Gelbschneefall vom 28. Februar 1936. 8 S. Jahresberichte der Naturschutz-Kommission Uri. Gamma, Altdorf.                                  |  |
|     | 1935      | Oechslin Max. Die Urner Reussebene und das Naturschutzgebiet Reuss-Uri. 11 S. Gamma, Altdorf. |  |
| 6   | 1937–1947 | Oechslin Max. Sitzungsberichte; Der Trockensommer 1947 im Urner Reusstal; Die urnerischen Gletscher und die Schnee- und Firngrenze; Jahresberichte der Naturschutzkommission Uri. Muheim E. Das Kantonsspital Uri. Seine Entwicklung, seine Aufgabe und seine heutigen Probleme. 38 S. Gamma, Altdorf. |  |
| 7   | 1948–1954 | Oechslin Max. Sitzungsberichte; Die urnerischen Gletscher und die Schnee- und Firngrenze. Winterhalter R.U. Geologie des Urner Reusstales. S. 11–16, mit Karte im Anhang. Corti Ulrich A. Die Säugetierformationen der schweizerischen Alpen. S. 16–25. Meier Hans. Ueber zwei Schafstelzen-Bruten bei Flüelen. S. 25–30. Tempelmann Heinrich. Das Kraftwerk Isenthal. S. 30–38. Oechslin Max. Urnerische Landkarten. S. 42–66. Gamma, Altdorf.                                                                                          |  |
| 8   | 1955–1968 | Oechslin Max. Sitzungsberichte. S. 1–7. Meier Hans. Ueber die Vogelwelt des Kantons Uri. Artenliste und Beiträge. S. 8–38. Oechslin Max. Der Eisenerzschmelzofen zu Bristen. S. 39–44. Oechslin Max. Der Hüfisee. S. 45–52. 1970. Sicher, Gurtnellen. |  |
| 9   | 1981      | Brücker Walter. Vegetationsuntersuchungen in Lawinenablagerungsgebieten des Kantons Uri. 254 S. Juris, Zürich. |  |
| 10  | 1982      | Renner Felix. Beiträge zur Gletschergeschichte des Gotthardgebietes und dendroklimatologische Analysen an fossilen Hölzern. 180 S. mit Tabellen im Anhang. Gisler, Altdorf. |  |
| 11  | 1982      | Wüthrich Urs. Beobachtungen an Murmeltieren. Ergebnisse von Studien im Gornerental. 94. S. |  |
| 12  | 1984      | Wüthrich Urs + al. (Arbeitsgruppe Reussmündung). Die Reussmündungslandschaft am Urnersee. 194 S. Repof, Gurtnellen |  |
| 13  | 1984      | Oechslin Karl. Strichfiguren der Sternbilder. 79 S. Repof, Gurtnellen. |  |
| 14  | 1986      | Amacher Emil. Nutzungsänderungen auf Wildheuflächen im Schächental und ihre ökologische Auswirkung. 50 S. Repof, Gurtnellen. |  |
| 15  | 1990      | Furrer Benno. Urner Alpgebäude im Wandel der Zeit. Wandlungsprozesse in der Kulturlandschaft der Alpen Uris im Spiegel der Gebäude. 137 S. Kündig, Zug. |  |
| 16  | 1988      | Rippmann U. Ch. Seeforellen im Vierwaldstättersee. 325 S. ADAG, Zürich |  |
| 17  | 1991      | Elber F., K. Marti, K. Niederberger. Pflanzenökologische und limnologische Untersuchung des Reussdelta-Gebietes (Kanton Uri). Aufnahme des Ist-Zustandes von 1987/88. 272 S. und Karten im Anhang. Hochuli, Zollikon. |  |
| 18  | 1991      | Oechslin Karl. Sternbilderkarte. Karten mit kopierten Erläuterungen. |  |
| 19  | 1993      | Widmer Michael. Brutbiologie einer Gebirgspopulation der Gartengrasmücke Sylvia Borin. Sep. aus Ornithologischer Beobachter 90, S. 85–113. |  |
| 20  | 1996      | Brücker Walter (Red.) Beiträge zur Floristik des Kantons Uri. Tätigkeitsberichte 1988–1994; Personen; Inventar der Flora des Kantons Uri; Floristische Notizen; Verschiedenes. 124 Seiten. Gisler, Altdorf |  |
|     | 1995      | Oechslin Karl Monatssternkarten |  |
| 21  | 2000      | Urner Fischereiverein Die Urner Fischerei. Repof, Gurtnellen |  |
| 22  | 2001      | Oechslin Karl Sternbilder zum Anfassen. Strichfiguren und zugehörige Geschichten |  |
|     | 2001/2    | L. Rezbanyai-Reser Zur Insektenfauna von Altdorf und Umgebung, Kanton Uri. 2. Reussdelta bei Seedorf, 435 m Sep. aus Ent. Ber. Luzern 46/47 |  |
| 23  | 2005      | Diverse Autoren Sammelband mit diversen Artikeln zur Flora und Fauna des Kantons Uri, u. a. auch Wildheuen Gisler, Altdorf |  |
| 24  | 2011      | Spillmann Peter, Labhart Toni, Brücker Walter Geologie des Kantons Uri mit Profilen und Karten in Mappe 2. unveränderte Auflage 2012, Gisler, Altdorf ISBN 978-3-033-02916-3 |  |
| 25  | 2011      | Wüthrich Urs, Brücker Walter, Hauser Ruedi et al. Das Urner Reussdelta Gisler, Altdorf ISBN 978-3-033-02916-3 |  |
| 26  | 2022      | Wüthrich Urs. Das Urserntal im Umbruch Dokumentation, fotografische Begleitung und Naturinventar in der SkiArena Andermatt + Sedrun Druckerei Gasser AG, Erstfeld ISBN 978-3-033-09077-4 |  |